# Raesfeld
Raesfeld település Németországban, azon belül Észak-Rajna-Vesztfália tartományban. Lakosainak száma 11 859 fő (2023. december 31.). Raesfeld Dorsten községgel határos.

## Népesség
A település népességének változása:
| Lakosok száma | 6934 | 11 378 | 11 350 | 11 368 | 11 574 | 11 832 | 11 859 |
|               | 1975 | 2015   | 2017   | 2019   | 2021   | 2022   | 2023   |